# Terra de Barros
Terra de Barros (Tierra de Barros) é uma comarca da Espanha, no centro da província de Badajoz, comunidade autónoma da Estremadura. A sua sede administrativa é Almendralejo. Tem 1 420,5 km² de área e em 2021 tinha 73 005 habitantes.
O território da comarca está dividido em duas mancomunidades: Terra de Barros e Terra de Barros-Rio Matachel. A primeira é constituída por oito municípios e tem como capital Almendralejo.[carece de fontes?] A segunda é constituída por sete municípios e tem como capital Villafranca de los Barros.
| Comarcas limítrofes da Terra de Barros |                                |                                              |
| Terra de Badajoz                       | Tierra de Mérida - Vegas Bajas | Tierra de Mérida - Vegas Bajas • Vegas Altas |
| Llanos de Olivenza                     |                                | Campiña Sur                                  |
| Campiña Sur                            | Zafra-Río Bodión               | Zafra-Río Bodión                             |

## Municípios da comarca
| Município                 | Área (km²) | População (2021) | Densidade (hab./km²) | Mancomunidade                |
| ------------------------- | ---------- | ---------------- | -------------------- | ---------------------------- |
| Aceuchal                  | 63,1       | 5 467            | 86,6                 | Terra de Barros              |
| Almendralejo              | 164,0      | 33 741           | 205,7                | Terra de Barros              |
| Corte de Peleas           | 42,5       | 1 207            | 28,4                 | Terra de Barros              |
| Entrín Bajo               | 10,0       | 552              | 55,2                 | Terra de Barros              |
| Hinojosa del Valle        | 46,0       | 476              | 10,3                 | Terra de Barros-Rio Matachel |
| Hornachos                 | 296,0      | 3 509            | 11,9                 | Terra de Barros-Rio Matachel |
| Palomas                   | 40,4       | 673              | 16,7                 | Terra de Barros-Rio Matachel |
| Puebla de la Reina        | 132,0      | 719              | 5,4                  | Terra de Barros-Rio Matachel |
| Puebla del Prior          | 35,9       | 469              | 13,1                 | Terra de Barros-Rio Matachel |
| Ribera del Fresno         | 186,0      | 3 268            | 17,6                 | Terra de Barros-Rio Matachel |
| Santa Marta de los Barros | 119,7      | 4 094            | 34,2                 | Terra de Barros              |
| Solana de los Barros      | 65,0       | 2 575            | 39,6                 | Terra de Barros              |
| Torremejía                | 24,3       | 2 249            | 92,6                 | Terra de Barros              |
| Villafranca de los Barros | 104,3      | 12 534           | 120,2                | Terra de Barros-Rio Matachel |
| Villalba de los Barros    | 91,3       | 1 472            | 16,1                 | Terra de Barros              |